# Molophilus (Molophilus) perluteolus
Molophilus (Molophilus) perluteolus is een tweevleugelige uit de familie steltmuggen (Limoniidae). De soort komt voor in het Australaziatisch gebied.